# Neferkara II.
Neferkare II. (umro c. 2198. pr. Kr.) bio je staroegipatski faraon iz Osme dinastije tijekom ranog Prvog prijelaznog perioda (2181. – 2055. pr. Kr.). Prema egiptolozima Kimu Ryholtu, Jürgenu Beckerathu i Darellu Bakeru, bio je treći kralj Osme dinastije. Kao kralj Osme dinastije, stolovao bi u Memfisu.

## Ovjeravanje
Neferkare II je potvrđen samo njegovim imenom, koje je navedeno na 42. unosu Abidskog popisa kraljeva. Abidski popis kraljeva redigiran je nekih 900 godina nakon Prvog međurazdoblja tijekom vladavine Setija I. Još jedan popis kraljeva iz 19. dinastije, Torinski kanon, ima veliku prazninu koja utječe na mnoge kraljeve Osme dinastije, a trajanje vladavine Neferkarea II., koje bi bilo navedeno u dokumentu, izgubljeno je.

## Identifikacija
Jürgen Beckerath je uvjetno identificirao Neferkare II s prenomenom Wadjkare ("Procvat je Ka of Ra"), što je potvrđeno na grafitu iz Wadi Hammamata koji potječe iz prvog prijelaznog perioda. Ovu identifikaciju je naizgled odbacio Baker koji ne spominje bilo kakvu potvrdu za Neferkarea II osim popisa kraljeva Abydosa, dok Thomas Schneider povezuje Wadjkarea ili s Neferkareom II. ili Neferirkareom II.